# Xenia viridus
Xenia viridus är en korallart som beskrevs av Schenk 1896. Xenia viridus ingår i släktet Xenia och familjen Xeniidae. Inga underarter finns listade i Catalogue of Life.